# Forst Dianenslust und Stadtwald Schweinfurt
Forst Dianenslust und Stadtwald Schweinfurt este o arie protejată (arie specială de conservare — SAC, sit de importanță comunitară — SCI) din Germania întinsă pe o suprafață de 1.328,16 ha, integral pe uscat.

## Localizare
Centrul sitului Forst Dianenslust und Stadtwald Schweinfurt este situat la coordonatele 50°04′39″N 10°15′28″E / 50.0775°N 10.2578°E.

## Înființare
Situl Forst Dianenslust und Stadtwald Schweinfurt a fost declarat sit de importanță comunitară în noiembrie 2004 pentru a proteja 2 specii de animale. Situl a fost protejat și ca arie specială de conservare în aprilie 2016.

## Biodiversitate
Situată în ecoregiunea continentală, aria protejată conține 2 habitate naturale: Păduri de fag Asperulo-Fagetum, Păduri de stejar și carpen Galio-Carpinetum.
La baza desemnării sitului se află mai multe specii protejate:
- amfibieni (1): triton cu creastă (Triturus cristatus)
- mamifere (1): liliac cu urechi mari (Myotis bechsteinii)